# Храм Иоанна Воина (Донецк)
Храм Святого Иоанна Воина — приходской храм Донецкой епархии Украинской православной церкви Московского патриархата в городе Донецке, на территории областного управления МВД Украины в Донецкой области. Рядом с храмом расположен мемориал правоохранителям Донбасса, погибшим в борьбе с преступностью.
Настоятель храма — протоиерей Глеб Кущ.

## История
Храм был построен за 8 месяцев в 2001 году в по инициативе генерал-лейтенанта В. С. Малышева, начальника УМВД Украины в Донецкой области при содействии председателя облгосадминистрации Виктора Януковича на средства и пожертвования сотрудников милиции, предприятий и учреждений Донецкой области, а также жителей Донбасса. Освящён 22 августа 2001 года в честь святого Иоанна Воина митрополитом Донецким и Мариупольским Иларионом.
22 августа 2011 года владыка Иларион отслужил молебен в честь десятилетия храма. Священники и прихожане помянули погибших при исполнении служебных обязанностей сотрудников милиции. В народе храм называют «милицейским».